# أفيلترانغن
أفيلترانغن (بالألمانية: Affeltrangen) هي بلدية سويسرية تتبع لمقاطعة فاينفيلدن في كانتون تورغاو. تبلغ مساحتها 14.42 كيلومتر مربع، ويقدر عدد سكانها بـ 2495 نسمة (حسب تعداد ديسمبر 2015).